# 宮川ひろみ
宮川 ひろみ（みやがわ ひろみ、1975年8月3日 - ）は、日本の女優である。東京都出身。

## 経歴
2007年、『ヒミコさん』で主演を務める。2009年、主演作品の『大拳銃』がゆうばり国際ファンタスティック映画祭にて上映される。同年、『ダンプねえちゃんとホルモン大王』にて主演。2012年には短編映画『瑕疵あり』に出演する。

## フィルモグラフィー

### 映画
- 東京女（1999年）
- 夜のお悩み相談シリーズ（2001年）
- 痛快エロ坊主（2002年）
- 異形ノ恋（2002年）
- ラッパー慕情（2004年）
- ヒミコさん（2007年）
- 大拳銃（2009年）
- ダンプねえちゃんとホルモン大王（2009年）- ダンプねえちゃん 役
- 堀川中立売（2010年）
- 瑕疵あり（2012年）

### オリジナルビデオ
- 新・したがる兄嫁 ふしだらな関係（2001年）
- 頭脳戦隊クビレンジャー VS 頭角戦隊アタマイザー5（2004年）
- 実写版 まいっちんぐマチコ先生 Go! Go! 家庭訪問!!（2007年）- タマ子先生 役